# Alfred Bunje
Alfred Bunje (* 27. Oktober 1890 in Bremen; † 1. November 1982 in Bremen) war ein deutscher Schiffbau-Ingenieur und der „Vater der Schnellboote“.

## Leben
Alfred Bunje war Sohn von Schiffskapitän Hinrich Bunje und Anna Bunje geb. Christoffers. Nach der Schulzeit in Bremen und einer Tätigkeit bei der AG Weser, studierte Alfred Bunje Schiffbau an der Höheren Technischen Lehranstalt (HTL) Bremen (heute Hochschule Bremen). Dort erwarb er 1910 seinen Abschluss als Schiffbau-Ingenieur.
Er begann seine berufliche Laufbahn als Ingenieur bei dem Bremer Vulkan in Bremen-Vegesack und wechselte 1910 in das Konstruktionsbüro der AG Weser.
1919 wurde er Chefkonstrukteur der Fr. Lürssen Werft in Bremen-Vegesack und hatte diese Position 41 Jahre lang bis 1961 inne.
Als Chefkonstrukteur und Direktor war Alfred Bunje zunächst für den Entwurf und den Bau diverser Motoryachten verantwortlich.
Viele davon waren ein Exportschlager für die USA. Mit 36 m Länge war die „Aar IV“ von 1927 die weltweit längste Motoryacht. Die spektakuläre „Oheka II“ für den Investmentbanker Otto Hermann Kahn war 1927 mit einer Höchstgeschwindigkeit von 34 Knoten die schnellste Commuter-Yacht der Welt.
Mit Auslaufen der Yachtaufträge konnte die Werft Arbeiten für die Reichswehr akquirieren.
1930 entwickelt Alfred Bunje das erste Schnellboot der Welt, „S1“, und das erste Minenräumboot der Welt, „R1“.
Nicht zuletzt durch Bunjes Wirken wurde die Lürssen-Werft zur Geburtsstätte des Deutschen Schnellboots, was ihm den Namen „Vater der Schnellboote“ eintrug.
Als Otto Lürssen 1932 starb, übernahm seine Witwe Frieda Lürssen die Leitung der Werft und übertrug Alfred Bunje die Geschäftsführung als Technischer Direktor.
Bis 1945 entstanden unter Bunjes Leitung diverse weitere Schnellboote, von „S 6“ bis „S 230“.
Nach dem Zweiten Weltkrieg war Alfred Bunje 1957 mit Entwicklung der Jaguar-Klasse für die Konstruktion der ersten deutschen Schnellboote der deutschen Bundesmarine als Konstrukteur verantwortlich.

## Privates
Aus der Ehe mit Adeline „Lina“ Bunje stammen zwei Söhne, der Architekt Helmut Bunje und der Maler Reinhard Bunje. Alfred Bunje hinterließ diverse Bilder, Zeichnungen und Skizzenbücher.
Der Nachlass von Alfred Bunje wird in der Fr. Lürssen Werft aufbewahrt.